# Fernmeldebataillon 801
Das Fernmeldebataillon 801 (FmBtl801) entstand aus dem Nachrichtenregiment 5 der NVA. Am 8. Oktober 1990 übernahm OTL Gerd Lips die Führung des Nachrichtenregiments 5. Es war in der Kaserne Fünfeichen in Neubrandenburg stationiert und der Panzergrenadierbrigade 41 „Vorpommern“ unterstellt.

## Auftrag
Das Fernmeldebataillon 801 hatte den Auftrag, die Führungsfähigkeit der Panzergrenadierbrigade 41 „Vorpommern“ mit fernmeldetechnischen Führungsmitteln sicherzustellen.
Hierzu richtete es neben den Gefechtsständen der Brigade ein Kommunikationsnetz zur Übertragung von Telefongesprächen, Fernschreiben, Faxen und Daten ein und betrieb dieses.
Als Übertragungswege wurden hierzu Draht- beziehungsweise Kabel-, Funk- und Richtfunkverbindungen sowie unter anderen Satellitenkommunikation genutzt.

## Geschichte
Im Jahr 1939 wurde das damalige Wehrmachtsgelände zu zwei Kriegsgefangenenlagern umgestellt. In den folgenden fünf Jahren waren in Fünfeichen ca. 60000 Kriegsgefangene untergebracht, es kamen in dieser Zeit aber auch über 5000 Menschen unter dem NS-Regime zu Tode. Mit dem Ende des Zweiten Weltkrieges wurde in Fünfeichen dann ein Internierungslager unter russischer Führung errichtet, wieder waren in den folgenden drei Jahren ca. 4000–9000 Tote unter den Internierten zu verzeichnen. Der endgültige Abbruch der Lager im Jahre 1950 schaffte Platz für die zwei Jahre später gegründete kasernierte Volkspolizei. Erst sechs Jahre später, im Jahre 1958, waren in Fünfeichen dann das erste Mal Fernmeldekräfte der Nationalen Volksarmee (NVA) stationiert. Ab 1990 wurde dann mit Beendigung des Ost-West-Konflikts die Kaserne Fünfeichen der Bundeswehr unterstellt und das Divisionsfernmeldebataillon 801 aufgestellt. Im Laufe der Jahre gab es mehrere Strukturveränderungen, Umgliederungen und Namensänderungen. Im Kern blieb der Verband über die Jahre aber bestehen. Im Rahmen der neuen Heeresstruktur der Bundeswehr geht mit der Auflösung des Fernmeldebataillons 801 zum 31. März 2016 die langjährige Fernmeldetradition in Fünfeichen zu Ende.
Nach dem Auflösungsappell am 5. September 2015 bekam das Fernmeldebataillon 801 am 7. September 2015 einen letzten Sonderauftrag im Rahmen der Flüchtlingshilfe erteilt. In kürzester Zeit sollte auf dem Kasernengelände ein Gebäude zur Unterbringung von 300 Flüchtlingen bereitgestellt werden. Innerhalb von 24 Stunden wurde der Auftrag erfolgreich umgesetzt und ein nicht mehr genutztes Kompaniegebäude wieder bewohnbar gemacht. Teilweise waren in diesen 24 Stunden bis zu 150 Soldaten im Einsatz. Im Anschluss daran übernahm das Fernmeldebataillon 801, in der Nacht vom 8. September 2015 zum 9. September 2015, die Aufnahme und Unterbringung von 148 Flüchtlingen. Personelle und materielle Unterstützung in der Flüchtlingshilfe blieb ein Auftrag des Fernmeldebataillons 801 bis zur endgültigen Auflösung. Die Stabs- und Fernmeldekompanie der Panzergrenadierbrigade übernahm am 1. April 2016 den Fernmeldeauftrag des ehemaligen Bataillons.

## Einsätze
An folgenden Einsätzen im In- und Ausland nahm das Bataillon teil:
| Zeitraum | Einsatzland             | Bezeichnung      | Tätigkeit                                                        |
| -------- | ----------------------- | ---------------- | ---------------------------------------------------------------- |
| 1994     | Deutschland             | Oderhochwasser   | Hilfeleistung                                                    |
| 1997     | Deutschland             | Oderhochwasser   | Hilfeleistung                                                    |
| 1997     | Bosnien und Herzegowina | SFOR             | Stabilisierung                                                   |
| 1999     | Kosovo                  | KFOR             | Stabilisierung                                                   |
| 2001     | Kosovo                  | KFOR             | Stabilisierung                                                   |
| 2002     | Deutschland             | Elbehochwasser   | Hilfeleistung                                                    |
| 2003/04  | Kosovo                  | KFOR             | Stabilisierung                                                   |
| 2006     | Kosovo                  | KFOR             | Stabilisierung                                                   |
| 2007/08  | Kosovo                  | KFOR             | Stabilisierung                                                   |
| 2009/10  | Kosovo                  | KFOR             | Stabilisierung                                                   |
| 2012     | Afghanistan             | ISAF             | Sicherheit / Wiederaufbau                                        |
| 2013     | Deutschland             | Elbehochwasser   | Hilfeleistung                                                    |
| 2015     | Deutschland             | Flüchtlingshilfe | 7. September 2015 – 31. März 2016 Unterbringung von Flüchtlingen |

## Kommandeure
Folgende Kommandeure führten das Bataillon (Dienstgrad bei Kommandoübernahme):
| Nr. | Name                                | Kommandeur von     | Kommandeur bis     |
| --- | ----------------------------------- | ------------------ | ------------------ |
| 01  | Oberstleutnant Lips                 | 08. Oktober 1990   | 30. September 1994 |
| 02  | Oberstleutnant Polter               | 30. September 1994 | 25. Oktober 1996   |
| 03  | Oberstleutnant Bermes               | 25. Oktober 1996   | 17. September 1998 |
| 04  | Oberstleutnant Kasbohm              | 17. September 1998 | 18. Januar 2002    |
| 05  | Oberstleutnant Gleißner             | 18. Januar 2002    | 04. Juni 2004      |
| 06  | Oberstleutnant Hübel                | 04. Juni 2004      | 14. Juli 2006      |
| 07  | Oberstleutnant Heinz                | 14. Juli 2006      | 19. August 2008    |
| 08  | Oberstleutnant Meermann             | 19. August 2008    | 27. Januar 2011    |
| 09  | Oberstleutnant Messner              | 27. Januar 2011    | 16. Januar 2013    |
| 10  | Oberstleutnant Frank Töpfer         | 16. Januar 2013    | 30. September 2015 |
| 11  | Oberstleutnant Ingo Zander (BtlFhr) | 01. Oktober 2015   | 29. Februar 2016   |
| 12  | Hauptmann Jörn Keller (BtlFhr)      | 01. März 2016      | 31. März 2016      |

## Gliederung

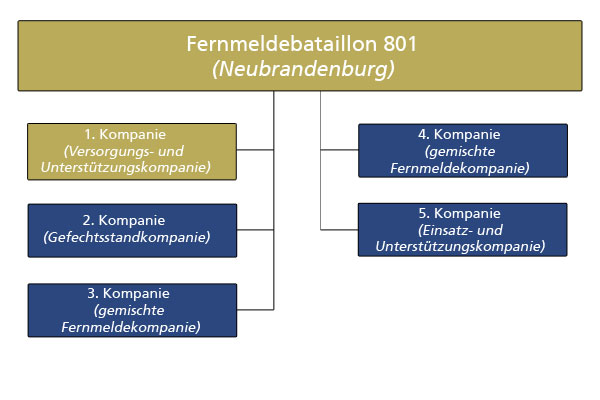
Gliederung des Fernmeldebataillons 801

Das Fernmeldebataillon 801 in Neubrandenburg war wie folgt gliedert:
- 1. Kompanie (Versorgungs- und Unterstützungskompanie)
- 2. Kompanie (Gefechtstandkompanie)
- 3. Kompanie (gemischte Fernmeldekompanie)
- 4. Kompanie (gemischte Fernmeldekompanie)
- 5. Kompanie (Einsatz- und Unterstützungskompanie)

## Patenschaften und Traditionspflege
Das Bataillon sowie die Kompanien unterhielten langjährige Patenschaften zu Städten und Gemeinden des Kreises Mecklenburgische-Seenplatte. Die einzelnen Patengemeinden sind:
- Für das Fernmeldebataillon die Stadt Neubrandenburg,
- für die 1./FmBtl 801 die Gemeinde Friedland,
- für die 2./FmBtl 801 die Gemeinde Burg Stargard,
- für die 3./FmBtl 801 die Gemeinde Dargun,
- bis zum 1. April 2014 für die 5./FmBtl 801 die Gemeinde Dargun[7].